# Tennis-Bundesliga (Herren 30)
Die Tennis-Bundesliga Herren 30 ist die höchste Spielklasse im deutschen Mannschafts-Tennis der Herren 30. 
Der zu Saisonende Erstplatzierte der 1. Tennis-Bundesliga ist Deutscher Meister. In den bisher 18 Spielzeiten der Tennis-Bundesliga der Herren 30 errangen insgesamt sechs verschiedene Vereine den Meistertitel. Erfolgreichster Verein ist der Gladbacher HTC mit vier gewonnenen Bundesliga-Meisterschaften. Spielberechtigt sind alle für einen Verein gemeldeten männlichen Tennisspieler, die im Jahr der Saison, also bis zum 31. Dezember, ihr dreißigstes Lebensjahr vollenden.

## Spielmodus
Die vom DTB veranstaltete Bundesliga Herren 30 besteht seit 2014 aus zwei Ligen, der BL Herren 30 Nord und der BL Herren 30 Süd.
Gespielt wird in beiden Gruppen im einfachen Ligamodus an entsprechend vielen Spieltagen. Die beiden Erstplatzierten der beiden Gruppen ermitteln an einem Finalwochenende den Deutschen Meister. Die beiden Letztplatzierten der jeweiligen Gruppe steigen in die Regionalligen ab und werden durch die jeweiligen Erstplatzierten der Regionalligen ersetzt. Jede Begegnung wird in neun Spielpaarungen entschieden, wobei zu Beginn sechs Einzel und abschließend drei Doppel ausgetragen werden. Der Sieger einer Spielpaarung wird im Best-of-Three-Modus ermittelt (der zuerst zwei Sätze gewonnen hat). Falls ein dritter und entscheidender Satz notwendig ist, wird dieser im Match-Tie-Break (bis zehn Punkte) ausgespielt.
Die siegreiche Mannschaft einer Begegnung erhält zwei Punkte. Ein Unentschieden gibt es im Gegensatz zur Herren-Bundesliga nicht. Bei Punktgleichheit in der Tabelle entscheidet das Satzverhältnis und bei Bedarf die Anzahl der gewonnenen Spiele über die endgültige Platzierung.

## Deutsche Meister
| Rang | Verein                 | Bundesliga-Meisterschaften | Meisterschaftsjahre    |
| ---- | ---------------------- | -------------------------- | ---------------------- |
| 1    | Gladbacher HTC         | 4                          | 2004, 2006, 2007, 2010 |
| 2    | Ratinger TC Grün-Weiß  | 3                          | 2014, 2015, 2016       |
| 3    | Buschhausener TC       | 2                          | 2019, 2021             |
| 3    | Oelder TC BW           | 2                          | 2012, 2013             |
| 3    | TC Pfarrkirchen        | 2                          | 2022, 2023             |
| 3    | TC Raadt               | 2                          | 2011, 2018             |
| 3    | Erfurter TC Rot-Weiß   | 2                          | 2008, 2009             |
| 7    | TV Espelkamp-Mittwald  | 1                          | 2017                   |
| 7    | Tennis-Club SCC Berlin | 1                          | 2005                   |

### Zeitleiste
| Jahr | Meister                   |
| ---- | ------------------------- |
| 2004 | Gladbacher HTC (1)        |
| 2005 | Tennis-Club SCC Berlin    |
| 2006 | Gladbacher HTC (2)        |
| 2007 | Gladbacher HTC (3)        |
| 2008 | Erfurter TC Rot-Weiß (1)  |
| 2009 | Erfurter TC Rot-Weiß (2)  |
| 2010 | Gladbacher HTC (4)        |
| 2011 | TC Raadt (1)              |
| 2012 | Oelder TC BW (1)          |
| 2013 | Oelder TC BW (2)          |
| 2014 | Ratinger TC Grün-Weiß (1) |
| 2015 | Ratinger TC Grün-Weiß (2) |
| 2016 | Ratinger TC Grün-Weiß (3) |
| 2017 | TV Espelkamp-Mittwald     |
| 2018 | TC Raadt (2)              |
| 2019 | Buschhausener TC (1)      |
| 2020 | ausgefallen               |
| 2021 | Buschhausener TC (2)      |
| 2022 | TC Pfarrkirchen           |
| 2023 | TC Pfarrkirchen           |